# Brandon Fields
Brandon David Fields (Southfield, 21 maggio 1984) è un giocatore di football americano statunitense che gioca nel ruolo di punter per i Miami Dolphins della National Football League (NFL). Fu scelto dai Dolphins nel corso del settimo giro (225º assoluto) del Draft NFL 2007. Al college ha giocato a football all’Università statale del Michigan.

## Carriera professionistica

### Miami Dolphins
Fields fu scelto nel corso del settimo giro del Draft 2007 dai Miami Dolphins. Si impose subito come il punter titolare nella sua stagione da rookie. Dopo la stagione 2013 fu convocato per il suo primo Pro Bowl e inserito dall'Associated Press nel Second-team All-Pro, mentre The Sporting News lo inserì nel First-team.

## Palmarès
- Convocazioni al Pro Bowl: 1

2013
- First-team All-Pro: 1

2013

## Statistiche
| Partite | 112    |
| Punt    | 536    |
| Yard    | 25.092 |
| Media   | 46,8   |

Statistiche aggiornate alla stagione 2013